# История и этимология ойконима «Осло»
Происхождение ойконима Осло на протяжении длительного времени было предметом споров среди лингвистов. Считается установленным, что название имеет древнескандинавское происхождение и, по всей вероятности, первоначально было названием крупной фермы в Бьорвике, но значение этого названия оспаривается. Современные лингвисты обычно интерпретируют название Óslo или Áslo как «луг у подножия холма» или «луг, освящённый богами», при этом оба варианта считаются одинаково вероятными. По оценке российского топонимиста Е. М. Поспелова, название Осло означает «устье Ло» (норв. os — «устье», Lo — название реки) и дано по расположению города.

## Ранние этимологические гипотезы
Средневековый историк и церковный деятель Педер Клауссон Фриис (1545—1614) впервые выдвинул гипотезу, согласно которой «Осло» означает «устье реки Ло», название которой нигде не фигурирует до появления трудов Фрииса. В настоящее время среди лингвистов распространена точка зрения, что название «Ло» введено Фрисом задним числом для поддержки собственной гипотезы.
В средние века название города записывалось как «Ánslo» или «Áslo», а затем «Óslo» или «Opslo». Более раннее правописание предполагает, что формант -ás может относиться к пригороду Экеберг, расположенному к юго-востоку от города. Формант ás (в современном норвежском — ås) со значением «хребет» или «холм» является общим компонентом в названиях норвежских мест (как в Ås и Åsnes). В этом случае название города имеет значение «луг у подножия холма», «луг под хребтом». Другой интерпретацией названия может быть «луг, освящённый богами» (слово áss или ansu в древнескандинавском языке относится к Асам (норв. Æsir) — группе богов). Формант ás со значением «бог» редко встречается в Норвегии в качестве топоформанта, и, по оценке норвежского историка Эдварда Булля, имеет топографическое происхождение.

## Христиания (1624—1924)
В 1624 году пожар уничтожил большую часть города, и при восстановлении поселение было смещено на запад — ближе к крепости Акерсхус. Король Кристиан IV назвал возрождённый город «Христиания» (Christiania). При этом область прежней застройки к востоку от реки Акер не была заброшена, и деревня под названием Осло оставалась в качестве пригорода за городской чертой. Согласно официальной реформе норвежского правописания 1877 года, сочетание «ch» в письме заменялось на «k», и название города изменилось на Kristiania. При этом новое написание названия использовалась во всех официальных документах и публикациях норвежского государства, кроме документов самого муниципалитета Христиании. Городские чиновники продолжали использовать старую форму написания до 1897 года, после чего также перешли к форме «Кристиания» (без какого-либо официального решения).

## Переименование города в Осло

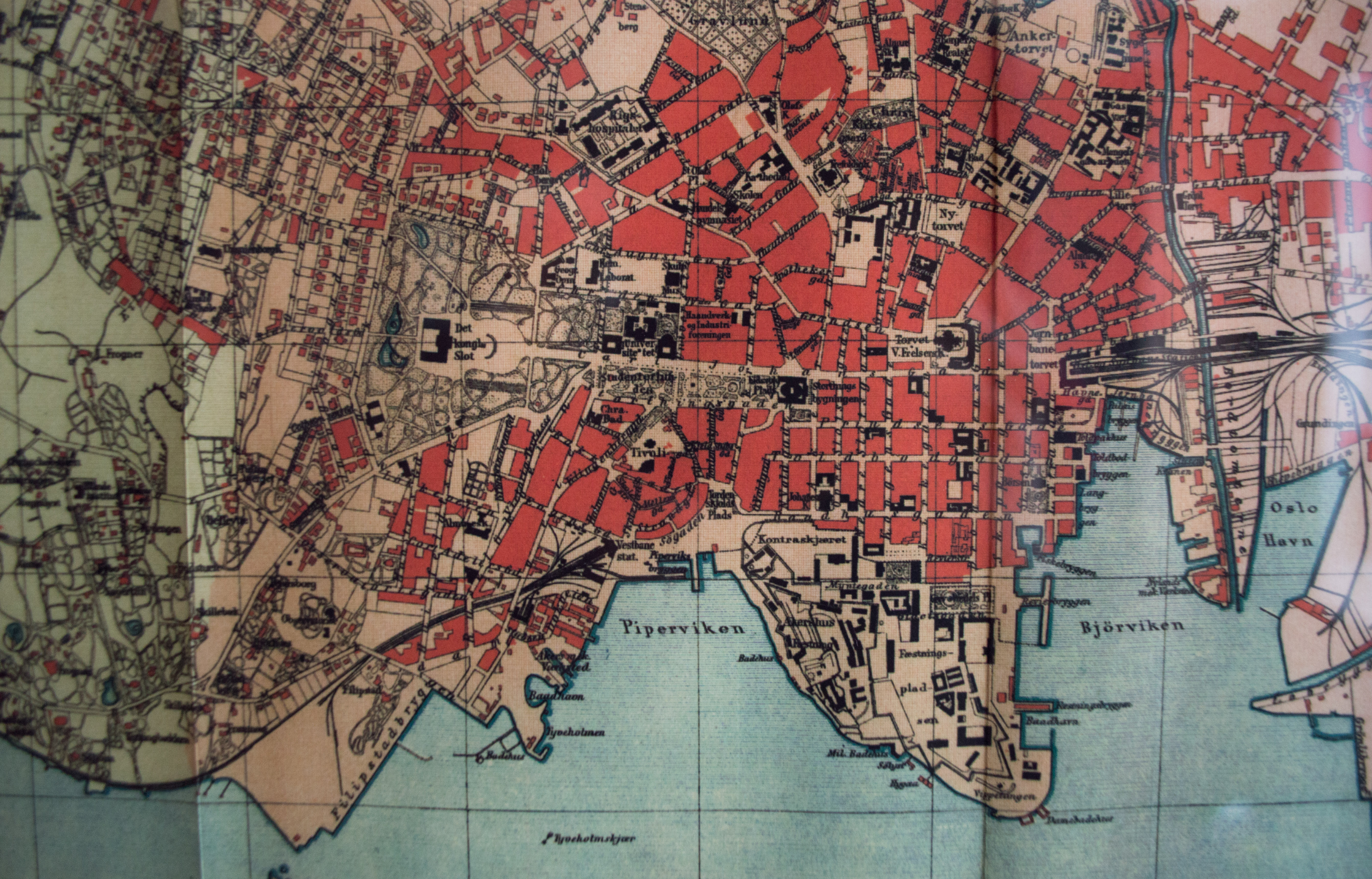
Карта Христиании 1887 года

Карта города 1783 года, старейшая из существующих городских карт, использует название «Христиания» для обозначения нового города к западу от реки Акер, а название «Осло» («Opslo») используется только для восточного поселения вблизи холма Экеберг. Карта 1827 года, также использует название «Opslo» для деревни или пригорода за пределами Христиании. Карта, опубликованная газетой Aftenposten в 1923 году, обозначает восточный пригород города как «Осло» и соседний порт как «гавань Осло». После расширения границ города в 1859 и 1878 годах деревня Осло была включена в муниципалитет Христиании.
В 1918 году 29 муниципальных служащих предложили переименовать город в Осло. Это предложение вызвало много споров, и реакция в городском сообществе была неоднозначной. Газета «Morgenbladet» опубликовала 28 тысяч подписей против этого предложения. Известная писательница Сигрид Унсет, впоследствии — лауреат Нобелевской премии по литературе — писала, что ей будет стыдно, если город попытается её обмануть и «притвориться своим предшественником на другой стороне реки Акер».Тем не менее, город был переименован в «Осло» по закону от 11 июля 1924 года (вступил в силу 1 января 1925 года).
Когда город в целом получил название Осло, его восточный район, называвшийся так ранее, стал известен просто как Гамлебюен (норв. Gamlebyen) — «Старый город Осло» в районе Гамле-Осло («Старый Осло»). Старая площадь города в 1958 году была названа Christiania torv, и это название (со старой «Ch»-орфографией) используется на знаках и картах до настоящего времени. Город Кристиана IV с прямыми улицами и прямыми углами теперь известен как Kvadraturen («Площадь») и занимает бо́льшую часть современного центра Осло, в 2009 году было предложено переименовать этот район в Христианию.
Одна из улиц в Гамлебюене была названа «Oslo gate» («улица Осло»), когда название «Осло» ещё относилось к пригороду Христиании, это название улицы используется до настоящего времени. «Oslo torg» (рыночная площадь Осло) — старое название центра старого Осло на пересечении улиц Bispegata и Oslo gate, оно было вновь введено городским советом в 2014 году.

## Прозвища города
Норвежский писатель, впоследствии лауреат Нобелевской премии по литературе Бьёрнстьерне Бьёрнсон около 1870 года назвал город «Тигрстаденом» (норв. Tigerstaden — городом тигров) из-за собственного восприятия Осло как холодного и опасного места. Это прозвище получило почти официальный статус, и во время празднования 1000-летнего юбилея города возле здания мэрии были сооружены скульптуры тигров. Распространенность в городе бомжей и других маргинальных элементов в последнее время породила прозвище «Тиггерстаден» (норв. Tiggerstaden — «город нищих»).